# Footprints in the Sand
«Footprints in the Sand» —español: «Huellas en la arena»— es una canción de la cantante inglesa Leona Lewis publicada como el cuarto sencillo de su álbum debut titulado "Spirit". Se encuentra escrita por Simon Cowell, David Kreuger, Per Magnusson, Richard Page, y producida por Steve Mac.
Fue lanzado el 9 de marzo de 2008 en Reino Unido a través de la descarga digital.

## Antecedentes
«Footprints in the Sand» fue escrita por Simon Cowell, David Kreuger, Per Magnusson y Richard Page, y producida por Steve Mac en 2007 en los estudios Rokstone, Londres, Inglaterra. La canción incorpora elementos de R&B y pop, y según los críticos de música contiene una producción evangélica interpretada por el coro.
«Footprints in the Sand» fue compuesta con el tiempo común en la clave de la A ♭ mayor, con un tempo larghetto de sesenta pulsaciones por minuto, con la voz de Lewis que va desde el tono bajo de E ♭ 3 a la nota alta de G ♯ 5. La canción sigue una secuencia básica de A ♭ 5-A ♭ 5 / B ♭-Fm7-E ♭ en los versos y A ♭-B ♭-B ♭ m-Fm-G ♭-D ♭ en el coro como su progresión de acordes. Se incorporan cuatro instrumentos: los instrumentos de teclado (piano, órgano y sintetizadores), guitarra (bajo y batería) e incluye una actuación del coro de los cantantes Tuff.
La canción se incluyó en el primer álbum de Leona Lewis, lanzado en 2007 por el sello Syco y J. La canción es una adaptación del poema cristiano "Footprints", y Lewis comentó: "Al principio era un poema; es muy inspirador, así que lo puse en una canción que creo que es muy emocionante, con una letra muy emotiva y realmente me encanta cantar esta canción ", Cowell originalmente tuvo la idea de base y le pidió a Kreuger y Magnusson si podrían escribir algo que tratara sobre este tema.

## Lanzamiento
El 29 de enero de 2008, Lewis anunció en su página web que «Footprints in the Sand», junto con «Better in Time», serían lanzados como lado B del sencillo el 10 de marzo de 2010. La canción se convirtió en la canción oficial de la caridad de Sport Relief, una organización benéfica organizada por Comic Relief y la BBC.
El sencillo fue lanzado en el Reino Unido como descarga digital el 9 de marzo de 2008 y en formato físico al día siguiente, cuya recaudación se destinó a la caridad. La canción fue remezclada para el lanzamiento del sencillo, y fue lanzado con otra canción, «You Bring Me Down», como el B-side. Como parte de la promoción, Lewis interpretó la canción en vivo en el programa de televisión británico Baila sobre hielo, el 9 de marzo de 2008, con una danza especial efectuada por los patinadores de danza Torvill y Dean with a special ice dance routine performed by Torvill and Dean.

## Vídeo musical
El vídeo musical fue filmado en Johannesburgo, Sudáfrica por la directora Sophie Muller y muestra imágenes de la pobreza de la ciudad. Se estrenó en su página web oficial y el sitio web de BBC Radio 1 el 27 de febrero de 2008.
El vídeo comienza con el mensaje "Trabajar para cambiar vidas en todo el mundo, en apoyo de Sport Relief". A continuación, se intercala una actuación de Lewis al frente de una escala de grises con escenas en blanco y negro: la imagen de un niño caminando en un vertedero, un funeral, un niño tirado en la calle, y un niño sentado en una isla de tráfico. El vídeo continúa con escenas de la pobreza y el SIDA en el país. Cuando los cantantes de sesión Tuff empieza a cantar el coro en tercer lugar, el vídeo comienza a mostrar imágenes de felicidad y esperanza.

## Formatos
Materiales
| Sencillo en CD |                                       |          |  |
| N.º            | Título                                | Duración |  |
| 1.             | «Better in Time» (Single Mix)         | 03:55    |  |
| 2.             | «Footprints in the Sand» (Single Mix) | 03:58    |  |

| Sencillo en CD |                                       |          |  |
| N.º            | Título                                | Duración |  |
| 1.             | «Better in Time» (Single Mix)         | 03:55    |  |
| 2.             | «Footprints in the Sand» (Single Mix) | 03:58    |  |
| 3.             | «You Bring Me Down» (Bonus Track)     | 03:54    |  |

## Funcionamiento en las listas
«Footprints in the Sand» tenía un rendimiento promedio de los países europeos, alcanzando el puesto setenta y tres en el mercado europeo Hot 100 Singles. En noviembre de 2007, la canción debutó en la lista de singles del Reino Unido en el número sesenta y cinco, que permanecen en el tabla una semana más. El 15 de marzo de 2008, luego algunas semanas llegó a su mayor puntuación, alcanzando el puesto veinte y cinco. Se mantuvo en la lista de singles de Irlanda durante una semana, debutando en el número cincuenta, mientras que en la lista de singles de Suiza, el 15 de noviembre de 2009, ocupando el lugar treinta y cinco y permaneciendo allí tres semanas.
La doble cara A «Better in Time» y «Footprints in the Sand», debutó en el número setenta y cuatro en la lista de singles del Reino Unido el 1 de marzo de 2008. Después de vender 40.476 copias, y de ser golpeado hasta el puesto número uno por la canción de Duffy «Mercy», se disparó a su posición máxima en el número dos, el 22 de marzo de 2008, en la misma semana debutó en el top cuarenta. con esto se convirtió en el tercer sencillo por Lewis en lograr los cinco primeros lugares en el Reino Unido. Fue certificada plata de la Industria Fonográfica Británica (BPI), el 16 de enero de 2009. El sencillo debutó en las listas alemanas el 16 de junio de 2008 en el número cinco. A pesar de que cayó entre los diez primeros de la semana siguiente, se las arregló para llegar a los cinco primeros de la semana que termina el 27 de julio de 2010, y alcanzó su posición máxima en el número dos en los días posteriores. También alcanzó su punto máximo en el Hot 100 de Europa en el número ocho.

### Rankings

#### Semanales
| Europa      |                                        |    |        |
| Alemania    | Top 100 canciones con «Better in Time» | 2  | [ 19 ] |
| Irlanda     | Top 50 canciones                       | 50 | [ 20 ] |
| Reino Unido | Top 75 canciones                       | 25 | [ 21 ] |
| Reino Unido | Top 75 canciones con «Better in Time»  | 2  |        |
| Suiza       | Top 75 canciones                       | 35 | [ 22 ] |
| Europa      | European Hot 100                       | 73 | [ 23 ] |
| Europa      | European Hot 100 con «Better in Time»  | 8  |        |

## Certificaciones
| Europa      |     |      |                |         |        |
| Reino Unido | BPI | 2008 | Disco de plata | 200 000 | [ 24 ] |

## Historial de Lanzamientos
| País           | Fecha               | Sello                | Formato                          | Ref.          |
| -------------- | ------------------- | -------------------- | -------------------------------- | ------------- |
| Reino Unido    | 9 de marzo de 2008  | Syco Music           | Descarga digital                 | [ 25 ]        |
| Reino Unido    | 10 de marzo de 2008 | Syco Music           | Sencillo en CD                   | [ 25 ]        |
| Canadá         | 11 de marzo de 2008 | Sony BMG, Syco Music | Sencillo en CD, Descarga digital | [ 18 ] [ 26 ] |
| Estados Unidos | 11 de marzo de 2008 | Sony BMG, Syco Music | Sencillo en CD, Descarga digital |               |
| Australia      | 8 de abril de 2008  | Sony BMG, Syco Music | Descarga digital                 | [ 27 ]        |
| Australia      | 19 de abril de 2008 | Sony BMG, Syco Music | Sencillo en CD                   | [ 28 ]        |
| Suiza          | 16 de mayo de 2008  | Sony BMG, Syco Music | Maxisencillo                     |               |
| Suiza          | 23 de mayo de 2008  | Sony BMG, Syco Music | Sencillo en CD, Descarga digital |               |
| Alemania       | 30 de mayo de 2008  | Ariola               | Sencillo en CD, maxisencillo     |               |
| Europa         | 3 de junio de 2008  | Sony BMG Europe      | Sencillo en CD, Descarga digital | [ 29 ]        |
| Japón          | 6 de junio de 2008  | Sony BMG Europe      | Sencillo en CD, maxisencillo     | [ 30 ]        |
| Australia      | 5 de julio de 2008  | Sony BMG, Syco Music | Maxisencillo                     | [ 31 ]        |